# Republic (Washington)
Republic es una ciudad ubicada en el condado de Ferry en el estado estadounidense de Washington. En el año 2000 tenía una población de 954 habitantes y una densidad poblacional de 232,8 personas por km².

## Geografía
Republic se encuentra ubicada en las coordenadas 48°38′53″N 118°4′6″O / 48.64806, -118.06833.

## Demografía
Según la Oficina del Censo en 2000 los ingresos medios por hogar en la localidad eran de $25.284, y los ingresos medios por familia eran $30.357. Los hombres tenían unos ingresos medios de $28.750 frente a los $24.286 para las mujeres. La renta per cápita para la localidad era de $14.427. Alrededor del 24,0% de la población estaban por debajo del umbral de pobreza.